# Фајело (Алесандрија)
Фајело је насеље у Италији у округу Алесандрија, региону Пијемонт.
Према процени из 2011. у насељу је живело 91 становника. Насеље се налази на надморској висини од 205 м.